# Пилипенко Микола Федорович
Микола Федорович Пилипенко (21 листопада 1883 — †?) — полковник Дієвої армії УНР.

## Біографія
Народився на Чернігівщині. Закінчив Чернігівську гімназію, Віленське військове училище (1905). Станом на 1 січня 1910 р. — підпоручик 206-го піхотного Ардагано-Михайлівського полку (Батумі).
Брав участь у  Першій світовій війні. Потрапив до австро-угорського полону. Останнє звання у російській армії — штабс-капітан.
З весни 1918 р. — сотник 1-го козацько-стрілецького (Сірожупанного) полку військ  Центральної Ради.
З середини серпня 1918 р. — в. о. начальника штабу 1-ї козацько-стрілецької (Сірожупанної) дивізії Армії Української Держави. Згодом — старшина 1-го Сірожупанного полку Армії Української Держави.
З 19 листопада 1918 р. — командир окремого загону 3-го Сірожупанного полку у складі військ Директорії, згодом — помічник командира та в. о. командира 3-го Сірожупанного полку.
3 5 квітня 1919 р. — начальник штабу 2-ї Сірожупанної дивізії Дієвої армії УНР, у складі якої 16 травня 1919 р. потрапив у Луцьку до польського полону.
З березня 1920 р. — помічник начальника штабу 4-ї стрілецької бригади Армії УНР.
З 18.05.1920 р. — командир 11-ї запасної бригади, що мала бути сформована з мобілізованих селян Брацлавського, Ольгопільського,  Балтського та Гайсинського повітів.
Влітку 1920 р. — командир 3-го запасного залізничного куреня 6-ї запасної бригади  Армії УНР.
В еміграції в Румунії, на початок 1940 р. член управи «Українська громада у Бухаресті».